# Saint-Cybranet
Saint-Cybranet település Franciaországban, Dordogne megyében. Lakosainak száma 373 fő (2022. január 1.). Saint-Cybranet Daglan, Saint-Laurent-la-Vallée, Castelnaud-la-Chapelle és Cénac-et-Saint-Julien községekkel határos.

## Népesség
A település népessége az elmúlt években az alábbi módon változott:
| Lakosok száma | 277  | 280  | 310  | 368  | 410  | 414  | 385  | 368  | 366  | 373  |
|               | 1968 | 1982 | 1990 | 2006 | 2013 | 2015 | 2017 | 2019 | 2020 | 2022 |